# 沈日章
沈日章（？—？），字蔚九，號珠庵，浙江寧波府慈谿縣人，清初進士。

## 生平
崇禎十五年（1642年）壬午科浙江鄉試舉人。明亡仕清，順治十八年（1661年）中式辛丑科進士。刑部觀政。